# Antônio Carlos Jobim
Pour les articles homonymes, voir Antônio Carlos et Jobim.
Antônio Carlos Brasileiro de Almeida Jobim, né le 25 janvier 1927, à Tijuca, dans la partie nord de Rio de Janeiro, et mort le 8 décembre 1994 à New York (États-Unis), est un musicien brésilien, cofondateur du genre bossa nova. Nombre de ses compositions sont à la fois des classiques de la musique populaire brésilienne et du jazz. Comparé à George Gershwin, Antônio Carlos Jobim a influencé de nombreux musiciens brésiliens et américains.
Antônio Carlos Jobim est connu sous le nom de  « Carlos Jobim » dans les pays francophones, et sous celui de « Tom Jobim » dans les pays lusophones.

## Biographie
Le grand-père paternel du compositeur, José Martins da Cruz Jobim, est brésilien et un vrai carioca (mot désignant les habitants de Rio). Rapidement, sa famille déménage dans un quartier plus au sud, plus central et plus bourgeois, Ipanema. Très jeune, il apprend à jouer de la guitare et de l'harmonica. Mais, à partir de 1941, la musique devient davantage qu'un loisir pour Jobim, qui commence à prendre des cours de piano avec Hans-Joachim Koellreutter, un Allemand qui s'illustre particulièrement dans le dodécaphonisme. À la fin de la guerre, il se lance dans des études d'architecture, qui seront bien vite abandonnées. Il préfère jouer du piano dans les bars où il affine et perfectionne son jeu.
Quelques années plus tard, le Brésil entre dans ce qu'on nommera rétrospectivement un « âge d'or » politique, avec l'avènement à la présidence de Juscelino Kubitschek, un démocrate et un réformateur qui va durablement laisser son empreinte sur le pays. Son mot d'ordre, « Rattraper cinquante années en cinq ans », aboutit notamment à la création d'une nouvelle capitale, Brasilia.
C'est dans ce contexte, en 1956, que se déroule la rencontre décisive entre Jobim et le poète, écrivain et diplomate Vinícius de Moraes. Ce dernier cherche alors à mettre en musique une pièce, Orfeu da Conceiçao (pt), transposition dans l'univers de Rio du mythe grec d'Orphée, écrite entre 1940 et 1955. Jobim s'exécute et, lors de sa sortie au théâtre municipal de Rio, le 25 septembre 1956, la pièce est un triomphe, ainsi que l'adaptation cinématographique du Français Marcel Camus, Orfeu Negro, en 1959, qui l'a rendue mondialement célèbre et qui inspira notamment le compositeur comme Michel Legrand.

Carlos Jobim et Chico Buarque, 1968. Archives Nationales du Brésil.

Progressivement, nombre de jeunes musiciens s'agrègent autour du duo Jobim/de Moraes : le Bahianais, chanteur et guitariste, João Gilberto, la chanteuse Nara Leão, le guitariste Baden Powell et bien d'autres comme Carlos Lyra, Roberto Menescal, Newton Mendonça ou Ronaldo Bôscoli : tout un mouvement qui prendra pour l'histoire le nom la « bossa nova », qui signifie « manière nouvelle ».

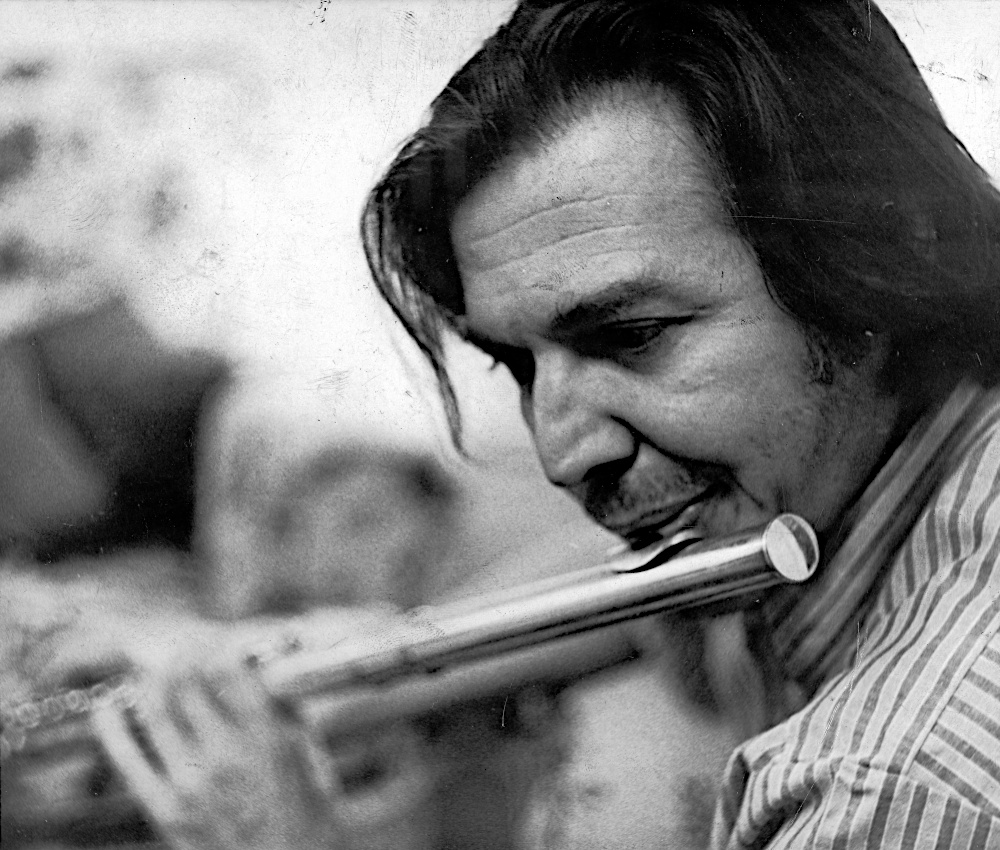
Carlos Jobim en 1972

Mais si la bossa nova entend incarner une « nouvelle vague » et une nouvelle façon de chanter et de jouer, elle ne naît pas ex nihilo, à partir de rien. Ses influences sont nombreuses et, avant toute chose, l'oreille de Jobim a beaucoup écouté et assimilé. Ainsi, au Brésil, le compositeur goûte particulièrement les compositions d'Ary Barroso, compositeur du « tube » Aquarela do Brasil — plus connu sous le nom de Brazil —, et associe au jazz les accords complexes du chorinho traditionnel.
Nettement influencé par la musique de Chopin, Debussy et Ravel, il apprend également beaucoup auprès du guitariste de samba-cançao Dorival Caymmi et du pianiste Johnny Alf, qui l'initie au jazz.
Le jeudi 8 décembre 1994, à l'hôpital Mount Sinai de New York où il s'était rendu pour subir une intervention chirurgicale à la suite de problèmes d'athérosclérose, Carlos Jobim est victime d'une défaillance cardiaque. Il rejoint dans la légende son complice Vinícius de Moraes, mort quasiment au même âge (66 ans).

### Postérité
Carlos Jobim a composé et interprété des centaines de chansons et enregistré plus de 50 disques. Citons Chega de Saudade (1958), qui marque le début de la bossa nova, ainsi que Desafinado (1959) enregistré par le précurseur João Gilberto, Samba de uma nota só (One Note Samba) et Garota de Ipanema (1963), qui ont connu un succès planétaire. Cette dernière a été reprise par plus de 300 interprètes et constitue l'un des plus grands succès discographiques du XXe siècle selon l'historien Ludovic Tournès.
Le style bossa nova a aujourd'hui accédé à la postérité, même si le mouvement s'est atténué quelque peu à partir de 1968 devant la musique américaine.
Quelques biographies importantes ont été publiées, comme Antônio Carlos Jobim, um Homem Iluminado (Antônio Carlos Jobim, un Homme Illuminé, en français), écrite par sa sœur Helena Jobim ; Antônio Carlos Jobim - Uma Biografia (Antônio Carlos Jobim – Une Biographie) par l’écrivain et journaliste Sérgio Cabral ; ou encore Tons sobre Tom (Tons sur Tom), de Márcia Cezimbra, Tárik de Souza et Tessy Callado.
Son titre Go Down Dying est samplé par Björk sur le titre Human Behaviour de l'album Debut.

## Hommage

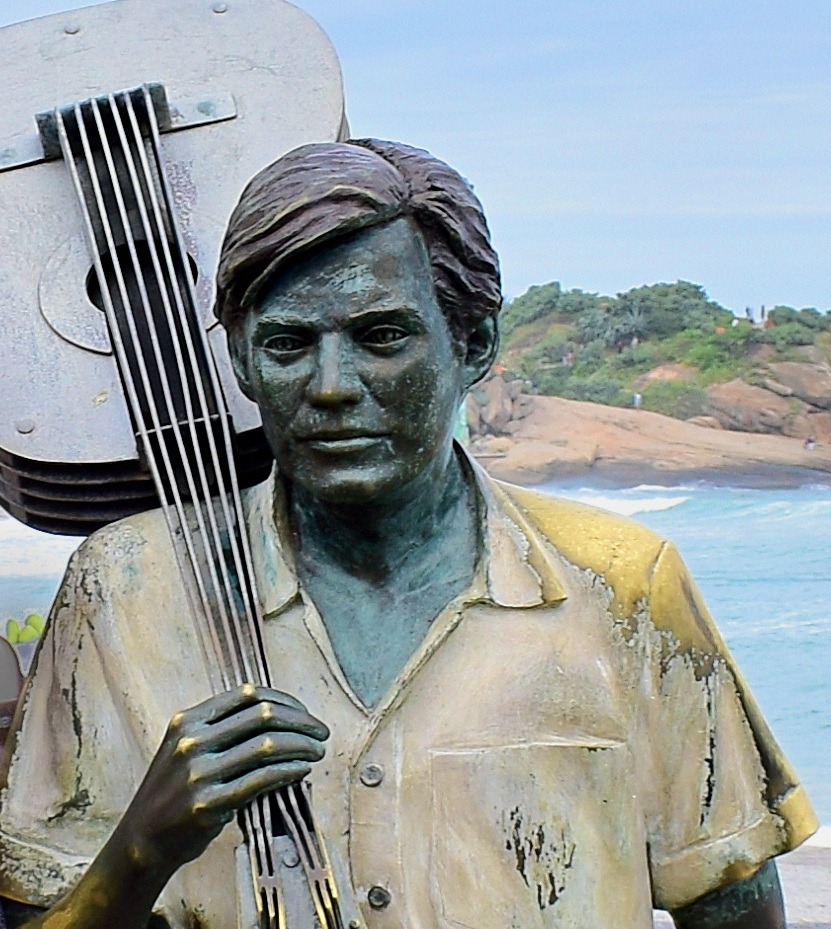
Statue de Antônio Carlos Jobim.

La chanteuse Claudette Soares lui consacre en 2007 un album intitulé "Foi A Noite".
L'aéroport international de Rio de Janeiro-Galeão a été renommé « Aéroport International de Rio de Janeiro – Antonio Carlos Jobim » en son honneur en 1999 à la suite d’une décision du Congrès National en accord avec un comité de notables qui rassemblait Chico Buarque, Oscar Niemeyer, João Ubaldo Ribeiro, Antônio Cândido, Antônio Houaiss, Edu Lobo et Ricardo Cravo Albin.

## Discographie
- 1954 : Sinfonia do Rio de Janeiro
- 1956 : Orfeu da Conceição
- 1957 : O Pequeno Príncipe
- 1958 : Canção do Amor Demais - Elizete Cardoso
- 1959 : Amor de gente moça - Silvia Telles
- 1959 : Chega de Saudade - João Gilberto
- 1959 : Por tôda a minha vida - Lenita Bruno
- 1960 : Brasília - Sinfonia da Alvorada
- 1960 : O Amor, o Sorriso e a Flor - João Gilberto
- 1961 : João Gilberto - João Gilberto
- 1963 : Getz/Gilberto - Stan Getz, João Gilberto e Antônio Carlos Jobim
- 1963 : The Composer of Desafinado Plays
- 1964 : The Wonderful World of Antonio Carlos Jobim
- 1965 : A Certain M.. Jobim
- 1965 : Caymmi Visita Tom
- 1967 : Francis Albert Sinatra & Antonio Carlos Jobim - Frank Sinatra/Antonio Carlos Jobim
- 1967 : Wave
- 1969 : Estrada branca
- 1970 : Stone Flower
- 1970 : Tide
- 1971 : Sinatra & Company - Frank Sinatra/Antonio Carlos Jobim
- 1972 : Disco de bolso - O Tom de Tom Jobim e o tal de João Bosco, Tom Canta Vinícius
- 1972-73 : Águas de Março, chanson traduite en français Les eaux de mars par Georges Moustaki
- 1973 : Matita Perê
- 1974 : Elis & Tom, avec Águas de Março en duo mixte
- 1975 : Urubu
- 1977 : Miúcha & Antonio Carlos Jobim - vol. I
- 1977 : Tom, Vinicius, Toquinho, Miúcha - gravado ao vivo no Canecão, Rio de Janeiro
- 1979 : Miúcha & Tom Jobim - vol. II
- 1980 : Terra Brasilis
- 1981 : Edu & Tom
- 1983 : Gabriela
- 1985 : O Tempo e o Vento
- 1987 : Passarim
- 1987 : Tom Jobim Inédito
- 1994 : Antonio Brasileiro
- 1995 : Antonio Carlos Jobim : Composer
- 2015 : Um encontro no Au bon gourmet[5] - avec João Gilberto, Vinicius de Moraes et Os Cariocas